# Cnemidophorus burti
Cnemidophorus burti är en ödleart som beskrevs av  Taylor 1938. Cnemidophorus burti ingår i släktet Cnemidophorus och familjen tejuödlor. IUCN kategoriserar arten globalt som livskraftig.

## Underarter
Arten delas in i följande underarter:
- C. b. stictogrammus
- C. b. burti
- C. b. xanthonotus